# Erich von Däniken

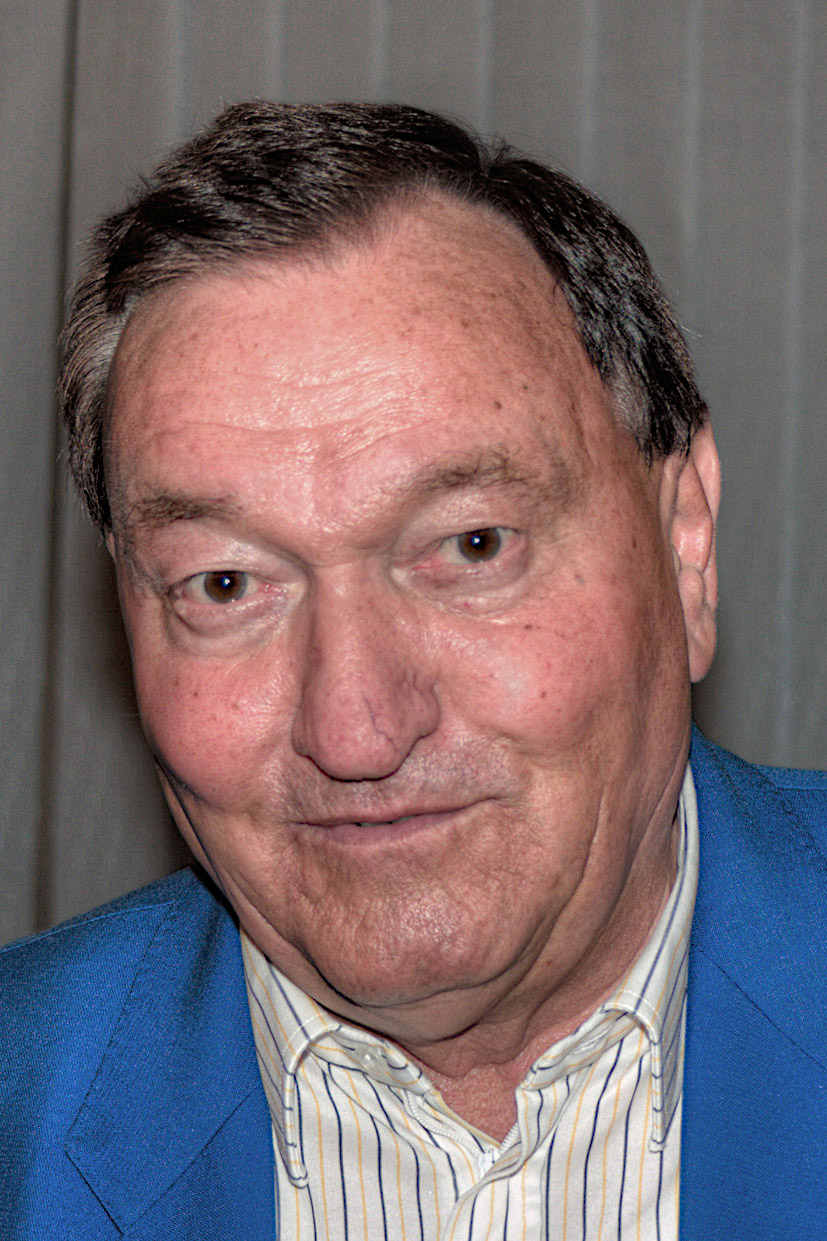
Erich von Däniken (2009)

Erich Anton Paul von Däniken (* 14. April 1935 in Zofingen) ist ein Schweizer Buchautor, der die parawissenschaftliche Prä-Astronautik einem breiten Lesepublikum bekannt gemacht hat, und Schriftsteller. Zwei seiner Bücher wurden verfilmt, weitere Filme sind an von Dänikens Ideen angelehnt.

## Leben
Erich von Däniken wurde als viertes von fünf Kindern des Otto von Däniken und dessen Frau Magdalena „Lena“ von Däniken, geborene Weiss, in Zofingen (Kanton Aargau) geboren. Seine Schulzeit verbrachte er in Niedererlinsbach (Kanton Solothurn), Rabius (Kanton Graubünden), in Schaffhausen, wo er am 1. April 1944 die Bombardierung miterlebte, und in Freiburg im Üechtland. Dort besuchte er seit dem dreizehnten Lebensjahr das Kollegium St. Michael des Jesuitenordens. Dabei interessierte er sich insbesondere für Philosophie, Theologie und Archäologie. Anschliessend absolvierte er eine Lehre als Koch. Während er als Hotelfachlehrling im Berner Schweizerhof arbeitete, machte er 1954 seine erste Ägyptenreise und begann, nach Übersetzungen von Keilschrifttexten zu suchen. Es folgten Anstellungen in verschiedenen Hotels. Nach einem Abstecher in die Suppenfabrik Knorr wurde von Däniken Geschäftsführer des Restaurants Mirabeau in Bern. 1964 übernahm er das Hotel Rosenhügel, ein Wintersaison-Hotel in Davos.
Ende 1968 wurde von Däniken festgenommen, angeklagt und am 13. Februar 1970 wegen Betrugs und Urkundenfälschung zu dreieinhalb Jahren Zuchthaus verurteilt, da er als Hotelier 8000 Franken Kurtaxe nicht bezahlt hatte. Er hatte zuvor bereits vier Vorstrafen. Über den langwierigen Prozess gegen den Bestsellerautor wurde auch in den Medien ausserhalb der Schweiz berichtet; das Gerichtsverfahren, insbesondere die Vorgehensweise des psychiatrischen Gutachters Erich Weber, wurde dabei Gegenstand von Kritik. Von Däniken konnte nach 18 Monaten unter Anrechnung der Untersuchungshaft und wegen guter Führung das Gefängnis verlassen. 1982 soll laut einem Medienbericht von 2005 das Kantonsgericht Graubünden das Urteil aufgehoben haben.
Während von Dänikens Inhaftierung wurde Erinnerungen an die Zukunft von Harald Reinl verfilmt. Der Film erhielt eine Oscar-Nominierung. 1976 folgte ein zweiter Film. Von Däniken gab das Hotel auf und widmete sich ganz der Prä-Astronautik.
Erich von Däniken bekam am 12. Februar 1975 von der bolivianischen Universität Universidad Boliviana José Ballivian die Ehrendoktorwürde verliehen.
Von Däniken ist seit 1960 mit Elisabeth Skaja (* 1937) verheiratet, hat eine Tochter und wohnte in Feldbrunnen im Kanton Solothurn und Beatenberg bei Interlaken.

## Werk
Seine Bücher wurden in 32 Sprachen übersetzt. Nach eigenen Angaben stieg die Gesamtauflage bis 2021 auf über 70 Millionen Exemplare. Seine aus archäologischen Funden und Befunden abgeleiteten Thesen werden durch von Däniken, der sich selbst nicht als Wissenschaftler und seine Abhandlungen nicht als fachwissenschaftlich bezeichnete, lediglich im Stil «narrativer Sachbücher» präsentiert. Er behauptet seit 2006, er habe 1987 Kontakt mit einem Ausserirdischen gehabt. Er hat diese Behauptung zunächst in dem Roman Tomy und der Planet der Lüge veröffentlicht und später in Interviews bekräftigt.
Seine publizistische Karriere begann damit, dass er in den 1960er Jahren erstmals präastronautische Überlegungen in Zeitungs- und Zeitschriftenartikeln veröffentlichte und an seinem ersten Buch schrieb. Über Ergebnisse seiner Reisen und Untersuchungen hielt er unter anderem beim 7. Weltkongress der UFO-Forscher in Mainz 1967 einen aufsehenerregenden Vortrag mit dem Titel Erhielten unsere Vorfahren Besuch aus dem Weltall? Eine Analyse prä-historischer Unmöglichkeiten?, in dem er eine zu allen Zeiten existente interstellare Raumfahrt postulierte. Im Februar 1968 erschien dann sein Buch Erinnerungen an die Zukunft, nachdem es zuvor 20 Verlage abgelehnt hatten. Der Econ-Verlag hatte sich bereit erklärt, es nach Überarbeitung durch Wilhelm Roggersdorf (Pseudonym von Utz Utermann) zu veröffentlichen. Es wurde ein unerwarteter Erfolg. Innerhalb kurzer Zeit war von Däniken Auflagenmillionär. Im Herbst 1969 erschien sein zweites Buch (Zurück zu den Sternen – Argumente für das Unmögliche).
Er veröffentlichte bis heute über 20 weitere Bücher, unternahm Forschungsreisen und hielt Vorträge auf mehreren Kontinenten. Ein Anhänger seiner Spekulationen, der US-amerikanische Rechtsanwalt Gene Phillips, gründete 1973 in den USA die Ancient Astronaut Society (AAS), die mehrere internationale Kongresse ausrichtete.
In den 1990er Jahren produzierte von Däniken die 25-teilige Fernsehserie Auf den Spuren der All-Mächtigen für Sat.1 sowie drei TV-Dokumentationen in Zusammenarbeit mit RTL Television und der American Broadcasting Company.
Mindestens seit 2003 veröffentlicht von Däniken seine Bücher im rechtsesoterischen, rechtsextremen Kopp Verlag.
Nach mehrjähriger Planung öffnete 2003 der Mystery Park in Interlaken seine Tore. Der präastronautische Freizeitpark zog in den folgenden knapp dreieinhalb Jahren rund eine Million Besucher an, wurde aber Ende 2006 wegen finanzieller Probleme geschlossen. In der Sommersaison 2009 war der Park nochmals geöffnet, bevor er von den neuen Besitzern umgestaltet und 2010 als JungfrauPark neu eröffnet wurde. 2005 veröffentlichte von Däniken zusammen mit dem Musiker Norbert Reichart die CD World of Mysteries, die es bis auf Platz vier der Schweizer Hitparade schaffte.
Im November 2008 war von Däniken bei der von ProSieben produzierten Fernsehshow Uri Geller Live: Ufos und Aliens – Das unglaubliche TV-Experiment zu Gast. Aufgrund enormer Kritik an der Sendung und zahlreicher Briefe an ihn distanzierte er sich Anfang 2009 in dem Magazin Sagenhafte Zeiten im Namen seiner Forschungsgesellschaft für Archäologie, Astronautik und SETI (A.A.S.) von der Show und legte darin seinen Standpunkt dar.

## Thesen
Von Däniken ist der bekannteste Vertreter der parawissenschaftlichen Prä-Astronautik. In seinem 1977 veröffentlichten Buch Beweise. Lokaltermin in fünf Kontinenten behauptete er, Ausserirdische hätten vor langer Zeit die Erde gelegentlich besucht und die Menschenaffen veredelt. Die menschliche Intelligenz habe sich nicht durch die Evolution gebildet, sondern durch häufigen Geschlechtsverkehr, den die von fremden Planeten angereisten Astronauten mit den weiblichen Menschenaffen der Erde solange betrieben hätten, bis dadurch Wesen gezeugt worden seien, die man mit gesellschaftlichen Gepflogenheiten vertraut machen konnte. Mit der Rassenzucht der in Höhlen wohnenden Menschen sei es schliesslich aufwärts gegangen, weil die Raumfahrer alle Missgeburten umbrachten. Mit diesen Behauptungen setzt sich von Däniken von den Erkenntnissen der Evolutionstheorie ab, die die Entstehung des Menschen durch Mutation und Selektion erklären, und bezieht sich auf die Argumente von christlichen Kreationisten wie Arthur Ernest Wilder-Smith. An die Stelle Gottes setzt von Däniken ausserirdische Gentechniker, weshalb der Soziologe Ingbert Jüdt seinen Standpunkt als «technologischen Kreationismus» bezeichnet.
Von Däniken nimmt an, dass diese Astronauten wegen ihrer hohen technischen Überlegenheit von den Urmenschen für Götter gehalten wurden. Vor dem Hintergrund dieser Annahme deutet er die unterschiedlichsten Hinterlassenschaften (Bauwerke, Legenden usw.) alter Kulturen als Beweise für ausserirdische Besucher. Beispielsweise ist er der Ansicht, dass Menschen der fernen Vergangenheit nicht ohne fremde Hilfe in der Lage gewesen sein konnten, kulturelle Leistungen wie den Bau der Pyramiden von Gizeh, Pumapunku, Monolithen auf der Osterinsel, Stonehenge oder die Karte des Piri Reis zu erbringen. Einige der in Religionen und Mythologien überlieferten Götter hält er für Ausserirdische.
Das erste Kapitel des Buches Ezechiel (Hesekiel 1 ) in der Bibel interpretiert von Däniken als die Beschreibung der Landung eines Raumschiffes. Anhand der biblischen Beschreibung konstruierte der NASA-Ingenieur Josef F. Blumrich (1913–2002) ein Modell von diesem «Hesekiel-Raumschiff».

## Rezeption
Dänikens Theorien und Bücher haben Millionen von Lesern weltweit erreicht und wurden in zahlreiche Sprachen übersetzt. Seine Werke gehören zu den prominentesten Beiträgen zur «alternativen Archäologie». Dokumentarfilme und TV-Serien wie Ancient Aliens zeigen, dass die Popularität der Prä-Astronautik trotz wiederholter Widerlegungen anhält. Däniken unterstützt solche Produktionen aktiv, liefert Interviews und Beratung. Die akademische Welt lehnt die Paläo-SETI-Theorien ab und stuft sie als Pseudowissenschaft ein. Dänikens Argumente und Beweise werden als unzureichend oder sogar als bewusst irreführend bezeichnet. Bereits nach dem ersten kommerziellen Erfolg der Bücher von Dänikens Ende der 1960er Jahre gab es Publikationen, die die Unhaltbarkeit seiner Behauptungen erläuterten.
Der Archäologe William Rathje kritisierte Erich von Dänikens Thesen beispielsweise als pseudowissenschaftlich und methodisch fehlerhaft. In einem Artikel von 1978 analysierte Rathje von Dänikens «Astronautengötter»-Hypothese und warf ihm vor, archäologische Befunde aus ihrem Kontext zu reissen und mangelhaft zu dokumentieren. Rathje bezeichnete die Annahme, dass antike Kulturen ohne ausserirdische Hilfe keine Innovationen hervorgebracht hätten, als eine Form von «extraterrestrischem Rassismus», der menschliche Kreativität herabsetze.
Michael Shermer kritisierte die «Ancient-Aliens-Theorie», die durch Erich von Däniken populär wurde. Er argumentiert, dass diese auf dem Fehlschluss des Argumentum ad ignorantiam basiere, bei dem unerklärte archäologische Phänomene als Beweis für ausserirdische Interventionen gedeutet werden. Shermer widerlegt diese Behauptungen, indem er archäologische Funde wie Werkzeuge und halb fertiggestellte Bauwerke anführt, die zeigen, dass Bauwerke wie die Pyramiden mit den Mitteln ihrer Zeit geschaffen wurden. Er vergleicht die Ancient-Aliens-Theorie mit der «Gott-der-Lücken-Argumentation», die wissenschaftliche Wissenslücken als Beweis für göttliche Eingriffe interpretiert. Shermer hebt hervor, dass spätere Auflagen von Erinnerungen an die Zukunft als Fiktion gekennzeichnet wurden, was die spekulative Natur von Dänikens Thesen verdeutlicht.
In den 1980er Jahren wurden viele seiner Thesen durch den Wissenschaftsjournalisten Hoimar von Ditfurth in der populärwissenschaftlichen Fernsehsendung Querschnitt als unhaltbar dargestellt.

## Einflüsse
Die Idee, dass menschliches Leben oder seine evolutionären Vorläufer auf ausserirdische Einflüsse zurückgehen, wurde bereits in H. P. Lovecrafts 1936 veröffentlichter Novelle Berge des Wahnsinns geäussert. Hier hat eine uralte Rasse aus dem All einst die Erde kolonisiert und neben anderen Wesen auch affenähnliche Tiere geschaffen.
Von Dänikens Hauptthemen, wie «die Götter waren Astronauten» oder «Atlantis», wurden bereits im Jahre 1951 in dem Science-Fiction-Roman Reich im Mond von Manfred Langrenus (Pseudonym von Friedrich Hecht, einem Geochemiker aus Wien) ausführlich beschrieben. In Frankreich verbreiteten Louis Pauwels und Jacques Bergier mit Aufbruch ins dritte Jahrtausend in den 1960er Jahren ähnliche Thesen. Der deutsche Regisseur Roland Emmerich griff in seinem Film Stargate auf einige Theorien von Dänikens zurück, die später mit den Serien Stargate – Kommando SG-1, Stargate Atlantis und Stargate Universe erneut thematisiert wurden. Glen A. Larson liess sich für das Konzept seiner Serie Kampfstern Galactica ebenfalls durch von Däniken inspirieren. Ebenso liess sich Ridley Scott für seinen Science-Fiction-Film Prometheus – Dunkle Zeichen aus dem Jahr 2012 inspirieren, in dem Wissenschaftler in einer Höhle steinzeitliche Wandmalereien finden, die fremde Wesen und eine Sternenformation zeigen. Vor dem Hintergrund der Däniken-Welle entstand auch 1970 Rainer Erlers Thriller Die Delegation sowie 1977 die US-amerikanische Fernsehserie In Search of…, die von Leonard Nimoy moderiert wurde. In Indiana Jones und das Königreich des Kristallschädels wurde die Idee ebenfalls aufgegriffen.

## Organisationen
- Die von Erich von Däniken geleitete «A.A.S. – Forschungsgesellschaft für Archäologie, Astronautik und SETI» (1973 gegründet unter dem Namen Ancient Astronaut Society und 2003 als Schweizer GmbH neu gegründet[33]) bringt Menschen zusammen, die Besuche von Ausserirdischen nachweisen wollen. Die Abkürzung SETI steht hierbei für Search for Extraterrestrial Intelligence (Suche nach ausserirdischer Intelligenz). Die A.A.S. gibt eine zweimonatliche Zeitschrift heraus und organisiert jährliche Tagungen.
- 1996 wurde die «Erich-von-Däniken-Stiftung» gegründet. Die Stiftung soll die Erforschung «rätselhafter Relikte vergangener Kulturen» fördern und vermittelt Forschungskontakte, ohne selbst aktiv zu forschen. Sie betont ihre Unabhängigkeit von «bestehenden Dogmen oder Paradigmen» und führt Projekte wie die Digitalisierung von Dänikens Archivs, das Drehen eines Films zu unterirdischen Anlagen in Sakkara oder die Untersuchung von Gesteinsproben aus Baigong (China) an.[34]

## Publikationen
Sachbücher
- Erinnerungen an die Zukunft. Ungelöste Rätsel der Vergangenheit. Bearbeitet von Wilhelm Roggersdorf. Econ Verlag, Düsseldorf/Wien (Februar) 1968, DNB 456308016 (Platz 1 der Spiegel-Bestsellerliste vom 9. Dezember 1968 bis zum 2. März 1969), wurde über 35 Mal übersetzt.
- Zurück zu den Sternen. Argumente für das Unmögliche, Econ Verlag, Düsseldorf/Wien 1969, DNB 972641092; Neuausgabe ebenda 1989 (Platz 1 der Spiegel-Bestsellerliste in den Jahren 1969 und 1970)
- Aussaat und Kosmos, Econ Verlag, Düsseldorf/Wien 1972, ISBN 3-430-11987-1 (Platz 1 der Spiegel-Bestsellerliste vom 2. bis zum 8. Oktober und vom 23. Oktober bis zum 26. November 1972)
- Meine Welt in Bildern, Econ Verlag, Düsseldorf/Wien 1973, ISBN 3-430-11988-X
- Erscheinungen, Econ Verlag, Düsseldorf/Wien 1974, ISBN 3-430-11984-7
- Besucher aus dem Kosmos, Econ Verlag, Düsseldorf/Wien 1975, ISBN 3-430-11983-9 (Sammelband)
- Beweise, Econ Verlag, Düsseldorf/Wien 1977, ISBN 3-430-11982-0
- Im Kreuzverhör, Econ Verlag, Düsseldorf/Wien 1978, ISBN 3-430-11993-6 (Briefsammlung)
- Prophet der Vergangenheit, Econ Verlag, Düsseldorf/Wien 1979, ISBN 3-430-11995-2
- Reise nach Kiribati, Econ Verlag, Düsseldorf/Wien 1981, ISBN 3-430-11996-0
- Die Strategie der Götter, Econ Verlag, Düsseldorf/Wien 1982, ISBN 3-430-11979-0
- Der Tag an dem die Götter kamen, Bertelsmann, München 1984, ISBN 3-570-03058-X
- Habe ich mich geirrt? Neue Erinnerungen an die Zukunft, Bertelsmann, München 1985, ISBN 3-570-03059-8
- Wir alle sind Kinder der Götter. Wenn Gräber reden könnten, Bertelsmann, München 1987, ISBN 3-570-03060-X
- Die Augen der Sphinx. Neue Fragen an das alte Land am Nil, Bertelsmann, München 1989, ISBN 3-570-04390-8
- Die Spuren der Außerirdischen, Bertelsmann, München 1990, ISBN 3-570-09419-7 (Bildband)
- Die Steinzeit war ganz anders, Bertelsmann, München 1991, ISBN 3-570-03618-9
- Der Götter-Schock, Bertelsmann, München 1992, ISBN 3-570-04500-5
- Raumfahrt im Altertum, Bertelsmann, München 1993, ISBN 3-570-12023-6
- Auf den Spuren der Allmächtigen, Bertelsmann, München 1993, ISBN 3-570-01726-5
- Botschaften und Zeichen aus dem Universum, Bertelsmann, Gütersloh 1994, DNB 940302322
- Der jüngste Tag hat längst begonnen – die Messiaserwartung und die Außerirdischen, Bertelsmann, München 1995, ISBN 3-570-01728-1
- Zeichen für die Ewigkeit – Die Botschaft von Nazca, Bertelsmann, München 1997, ISBN 3-570-01730-3
- Im Namen von Zeus, Bertelsmann, München 1999, ISBN 3-570-00029-X
- Die Götter waren Astronauten, Bertelsmann, München 2001, ISBN 3-570-00031-1
- mit Cornelia von Däniken: Der Mystery Park. Die Geschichten, die Menschen. Alle Texte – alle Quellen. Ausführliche Kommentare, Mystery-Park, Interlaken 2005, ISBN 3-9522858-1-1
- Falsch informiert! Vom unmöglichsten Buch der Welt, Henochs Zaubergärten und einer verborgenen Bibliothek aus Metall, Kopp Verlag, Rottenburg 2007, ISBN 978-3-938516-56-0
- Götterdämmerung – Die Rückkehr der Außerirdischen. 2012 und darüber hinaus, Kopp Verlag, Rottenburg 2009, ISBN 978-3-942016-04-9
- Grüße aus der Steinzeit – Wer nicht glauben will, soll sehen!, Kopp Verlag, Rottenburg 2010, ISBN 978-3-942016-40-7
- Was ist falsch im Maya-Land? – Versteckte Technologien in Tempeln und Skulpturen, Kopp Verlag, Rottenburg 2011, ISBN 978-3-942016-86-5
- Der Mittelmeerraum und seine mysteriöse Vorzeit – Rätselhafte Bauten, unglaubliche Fakten und als falsch entlarvte Lehrmeinungen, Kopp Verlag, Rottenburg 2012, ISBN 978-3-86445-045-7
- Unmögliche Wahrheiten: Von Südamerika nach anderswo, Kopp Verlag, Rottenburg 2013, ISBN 978-3-86445-091-4
- Das unheilige Buch, Kopp Verlag, Rottenburg 2014, ISBN 978-3-86445-144-7
- Was ich jahrzehntelang verschwiegen habe, Kopp Verlag, Rottenburg 2015, ISBN 978-3-86445-238-3
- Botschaften aus dem Jahr 2118, Kopp Verlag, Rottenburg 2016, ISBN 3-86445-328-3
- Galaktische Horizonte: Die Suche nach den Ancient Aliens, Kopp Verlag, Rottenburg 2018, ISBN 978-3-86445-573-5
- Neue Erkenntnisse: Beweise für einen Besuch von Außerirdischen in vorgeschichtlichen Zeiten, Kopp Verlag, Rottenburg 2018, ISBN 978-3-86445-614-5
- Die Bekenntnisse des Ägyptologen Adel H. – Was ein junger Grabräuber unter den Pyramiden von Sakkara entdeckte, Kopp-Verlag, Rottenburg 2019, ISBN 978-3-86445-701-2
- Alles Evolution – oder was? Argumente für ein radikales Umdenken, Kopp-Verlag, Rottenburg 2020, ISBN 978-3-86445-779-1
- Buch der Antworten, Kopp-Verlag, Rottenburg 2021, ISBN 978-3-86445-845-3
- Wozu sind wir auf der Erde?, Kopp-Verlag, Rottenburg 2022, ISBN 978-3-86445-884-2
- Und sie waren doch da!, Kopp-Verlag, Rottenburg 2024, ISBN 978-3-86445-959-7

Unterhaltungsliteratur
- Ich liebe die ganze Welt. Erlebte und erdachte heitere Geschichten, Ullstein Verlag, Frankfurt a. M./Berlin/Wien 1983, ISBN 3-548-34169-1 (Kurzgeschichten)
  - erweiterte Neuauflage: Für 100 Franken die ganze Welt und andere Geschichten, Edition Othello, Wesel 2003, ISBN 3-9808280-1-8
- Die Rätsel im alten Europa, Bertelsmann, München 1991, ISBN 3-570-01337-5 (Jugendroman)
- Das Erbe von Kukulkan, Bertelsmann, München 1993, ISBN 3-570-01818-0 (Jugendroman)
  - Neuauflage: Die seltsame Geschichte von Xixli und Yum – Ein Tatsachenroman, Kopp-Verlag, Rottenburg 2015, ISBN 978-3-86445-206-2
- Tomy und der Planet der Lüge : der Bericht einer unmöglichen Begegnung, die sich nur einen Nano-Millimeter neben unserem Alltag abspielte, Kopp-Verlag, Rottenburg 2006, ISBN 3-938516-31-3

Herausgeberschaft
- Ulrich Dopatka: Lexikon der Prä-Astronautik, Econ Verlag, Düsseldorf/Wien 1979, ISBN 3-430-12136-1
- Kosmische Spuren: Neue Entdeckungen der Präastronautik aus fünf Kontinenten, Goldmann Verlag, München 1989, ISBN 3-442-11451-9 (Anthologie von Aufsätzen aus der Zeitschrift Ancient Skies)
- Neue kosmische Spuren, Goldmann Verlag, München 1992, ISBN 3-442-12355-0 (Anthologie von Aufsätzen aus der Zeitschrift Ancient Skies)
- Fremde aus dem All, Kosmische Spuren. Neue Funde, Entdeckungen, Phänomene, Goldmann Verlag, München 1995, ISBN 3-442-12569-3 (Anthologie von Aufsätzen aus der Zeitschrift Ancient Skies)
- Das Erbe der Götter. Auf «kosmischen Spuren» rund um die Welt, Goldmann Verlag, München 1997, ISBN 3-442-12758-0 (Anthologie von Aufsätzen aus der Zeitschrift Ancient Skies)
- Jäger verlorenen Wissens, Kopp Verlag, Rottenburg 2003, ISBN 3-930219-69-7 (Anthologie von Aufsätzen aus der Zeitschrift Ancient Skies)
- Brisante Archäologie, Kopp Verlag, Rottenburg 2008, ISBN 978-3-938516-66-9 (Geschichte ohne Dogma – Kosmische Spuren, Band 6)
- Die andere Seite der Archäologie. Faszination des Unbekannten, Kopp Verlag, Rottenburg 2011, ISBN 978-3-942016-60-5
- Neugierde verboten! Fragen · Funde · Fakten, Kopp Verlag, Rottenburg 2014, ISBN 978-3-86445-118-8
- Galaktische Horizonte: Die Suche nach den Ancient Aliens, Kopp Verlag, Rottenburg 2018, ISBN 978-3-86445-573-5

Hörbücher
- Götter des Altertums – als fremde Kosmonauten? (Schallplatte, 1972)
- Geheimnisse versunkener Welten, 2003 (Hörbuch, moderiert von Rainer Holbe)
- Mr. Däniken, wie haben Sie das vollbracht?, 2012
- Die Götter waren Astronauten, 2016

DVD (Multimedia-Vorträge)
- Geheimnisvolles Ägypten. Im alten Ägypten stimmt etwas nicht – und keiner redet darüber. 2006
- Götterdämmerung. Die Rückkehr der Götter? 2008
- Erich von Däniken – Total, 2010

Comics
- Nach den Thesen von Dänikens ist Die Götter aus dem All als Comic-Serie von Boguslaw Polch (Zeichnungen), Arnold Mostowicz und Alfred Górny (Texte) umgesetzt und 1978 bis 1983 in acht Alben vom Bastei-Verlag veröffentlicht worden.

## Filme

### Buchverfilmungen
- Erinnerungen an die Zukunft (1970), Regie: Harald Reinl, Musik: Peter Thomas
- Erich von Däniken: Botschaft der Götter (1976), Regie: Harald Reinl und Charles Romine (englische Version), Musik: Peter Thomas. In der englischen Fassung war William Shatner der Erzähler.

### Dokumentarfilme und Fernsehvorträge
- Torsten Sasse, Erich von Däniken – Die Videobiographie. Aktualisierte ARD-Dokumentation, 2005.
- Dave Leins: Eine Reise mit Erich von Däniken – Den Ausserirdischen auf der Spur. SRF 1, 8. November 2023, 33 Min. (YouTube).
- Dave Leins: Auf der Spur von Außerirdischen – Die Welt des Erich von Däniken. 3sat, 23. November 2023, 52 Min. (abrufbar bis 21. November 2024).

## Auszeichnungen
- 1991 erhielt von Däniken «für seine Erklärungen, wie die menschliche Zivilisation durch urzeitliche Astronauten aus dem Weltall beeinflusst wurde», den satirischen Ig-Nobelpreis im Bereich Literatur.[35]
- 2003 wurde von Däniken in Interlaken der Golden Idea Award der Schweizerischen Gesellschaft für Ideen- und Innovationsmanagement als Auszeichnung für die Gründung des Mystery-Parks überreicht.[36][37]
- 2012 wurde ihm das «Goldene Brett vorm Kopf» für sein Lebenswerk als Person, «die sich jahrzehntelang mit besonders beeindruckender Resistenz gegen wissenschaftliche Fakten einen Namen gemacht hat», verliehen. Dieser Negativpreis wird jährlich von der Gesellschaft für kritisches Denken vergeben, der Wiener Regionalgruppe der Gesellschaft zur wissenschaftlichen Untersuchung von Parawissenschaften.[38]